# Ricardo Maurício

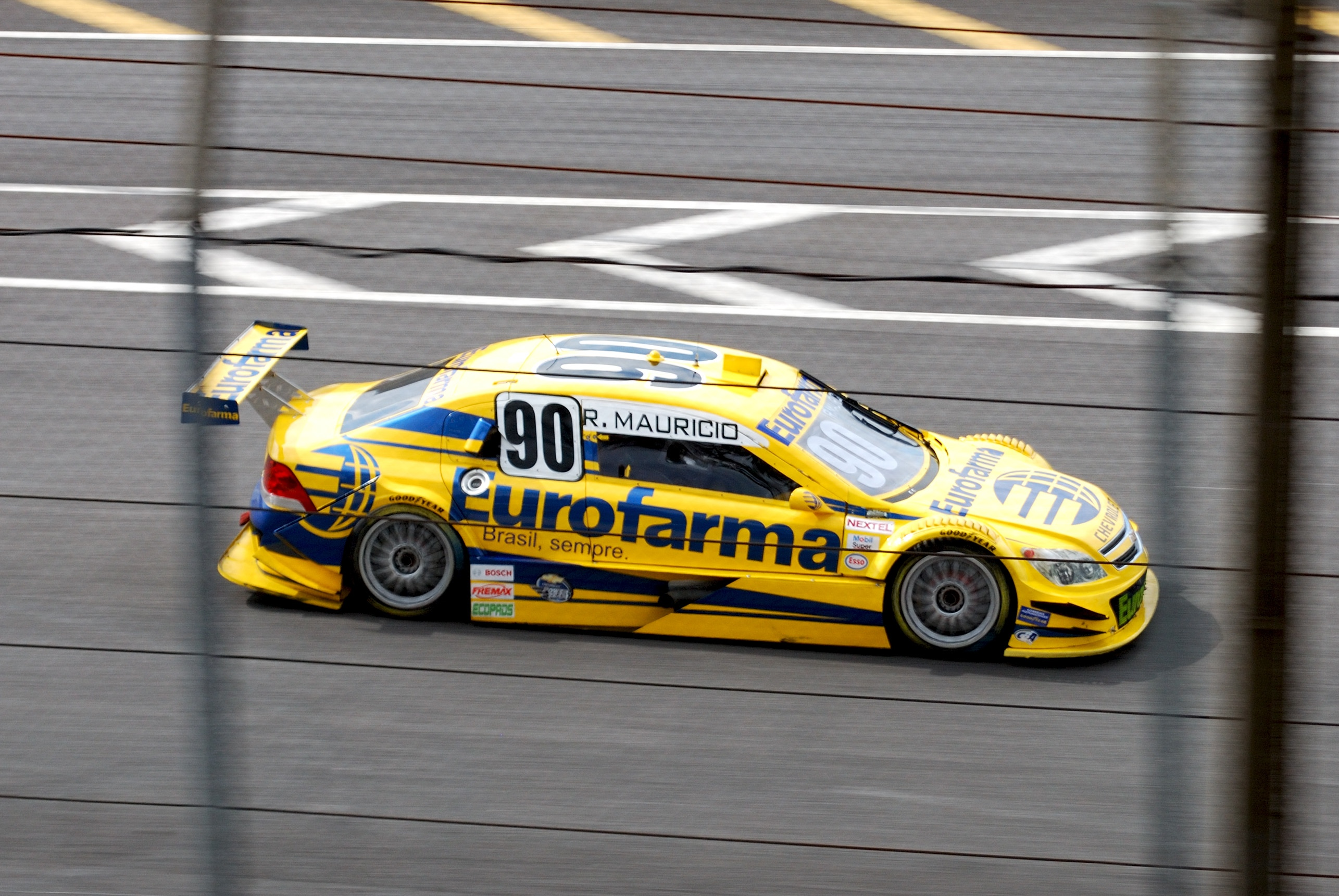
Ricardo Maurício 2009 in einem Chevrolet Astra in der Stock Car Brasil

Ricardo Maurício (* 7. Januar 1979 in São Paulo) ist ein brasilianischer Rennfahrer.

## Karriere
Maurício begann seine Motorsportkarriere 1989 im Kartsport, in dem er bis 1994 aktiv war. Anschließend gab er 1995 sein Formelsportdebüt in der brasilianischen Formel Ford, die er auf Anhieb gewann. 1996 wechselte der Brasilianer nach Europa und startete in der britischen Formel Vauxhall. Er belegte am Ende der Saison den vierten Platz im Gesamtklassement. 1997 trat er in der britischen Formel-3-Meisterschaft an und beendete die Saison auf dem elften Gesamtrang. Ein Jahr später blieb er in dieser Meisterschaft und verbesserte sich mit zwei Podest-Platzierungen auf den siebten Platz in der Fahrerwertung. Seine Leistung wurde von seinen Landsmännern Mario Haberfeld, Enrique Bernoldi und Luciano Burti, die die ersten drei Positionen in der Meisterschaft belegten, überstrahlt. Außerdem wurde er hinter Peter Dumbreck Zweiter beim prestigeträchtigen Macau Grand Prix.
1999 wechselte Maurício in die internationale Formel-3000-Meisterschaft und trat zunächst für das Meisterteam Super Nova Racing an. Gegen den späteren Vizemeister Jason Watt, der sein Teamkollege war, blieb er chancenlos und wurde bereits nach drei Rennen durch David Saelens ersetzt. Der Brasilianer löste darauf Markus Friesacher beim von RSM Marko betreuten Red Bull Junior Team ab. Zwar konnte er sich für drei Rennen nicht qualifizieren, in Spa-Francorchamps gelang es ihm aber einen Punkt zu erzielen. Am Saisonende belegte er den 22. Gesamtrang und hatte nur einen Punkt weniger als sein Teamkollege und Landsmann Bernoldi erzielt. 2000 blieb Maurício zusammen mit Bernoldi bei RSM Marko. Der Rennfahrer konnte, nachdem er die ersten sieben Rennen nicht beendet hatte, auf dem Hungaroring als Dritter seine erste Podest-Platzierung in der Formel 3000 erzielen. Am Saisonende belegte er den 17. Platz in der Fahrerwertung und hatte abermals nur einen Punkt Rückstand auf Bernoldi.
Während Bernoldi 2001 in die Formel 1 gewechselt war, verfügte Maurício zunächst über kein Cockpit, da RSM Marko Patrick Friesacher und Antonio García verpflichtet hatte. Allerdings trennte sich RSM Marko nach vier Rennen von García und Maurício konnte zum fünften Rennen in die Formel-3000-Saison 2001 einsteigen. Er enttäuschte sein Team nicht und stand als Zweiter am Hungaroring und als Dritter in Spa-Francorchamps zweimal auf dem Podest. Die Saison beendete er als bester RSM-Marko-Pilot auf dem achten Gesamtrang. 2002 bestritt der Brasilianer seine vierte Saison in der Formel 3000 für RSM Marko. Mit einem dritten Platz bei seinem Heimrennen in Interlagos startete er gut in die neue Saison. Im weiteren Verlauf der Saison gelang es ihm allerdings nicht, an diese Leistungen anzuknüpfen und er belegte eine Position hinter seinem Teamkollegen Patrick Friesacher den elften Gesamtrang. Erneut wurde seine Platzierung von den Leistungen anderer Brasilianer überstrahlt, da in dieser Saison mit Ricardo und Rodrigo Sperafico sowie Mario Haberfeld und Antonio Pizzonia vier Brasilianer vor ihm platziert waren. In Erinnerung blieb sein Unfall beim letzten Rennen in Monza. Maurício fuhr dicht hinter Rob Nguyens Rennwagen, hob nach einer Kollision ab und überschlug sich mehrfach. In der Auslaufzone fing sein Bolide Feuer. Der Rennfahrer konnte das Auto selbstständig verlassen und blieb unverletzt.
Nachdem Red Bull die Förderung des Brasilianers 2003 eingestellt hatte, fand er kein Cockpit mehr in der Formel 3000. Für Racing Engineering trat er in der spanischen Formel-3-Meisterschaft an und gewann mit sechs Siegen den Meistertitel.
Nachdem er 2004 kein Cockpit in einer Formelserie gefunden hatte, kehrte er dem Formelsport dem Rücken. Er wechselte in den Tourenwagensport und absolvierte vier Rennen in der Stock Car Brasil. In den nächsten Jahren blieb er in der Stock Car Brasil und verbesserte sich von einem 16. Platz 2005 auf einen zehnten Platz 2006. Nachdem er 2007 mit seinem ersten Sieg den neunten Gesamtrang belegt hatte, gewann er 2008 mit fünf Siegen den Meistertitel der Stock Car Brasil. 2009 beendete er die Saison auf dem fünften Platz in der Meisterschaft. Außerdem startete er, wie in den Jahren zuvor, bei einigen Rennen der argentinischen Tourenwagenserie TC2000 und gewann ein Rennen in dieser Serie. Zudem gewann er den Endurance-Cup der TC2000 und wurde mit drei Siegen Vierter in der brasilianischen GT3-Meisterschaft.
2010 startete er parallel in der Stock Car Brasil und in der brasilianischen GT3-Meisterschaft.

## Statistik

### Karrierestationen
- 1989–1994: Kartsport
- 1995: Brasilianische Formel Ford (Meister)
- 1996: Britische Formel Vauxhall (Platz 4)
- 1997: Britische Formel-3-Meisterschaft (Platz 11)
- 1998: Britische Formel-3-Meisterschaft (Platz 7)
- 1999: Internationale Formel-3000-Meisterschaft (Platz 22)
- 2000: Internationale Formel-3000-Meisterschaft (Platz 17)
- 2001: Internationale Formel-3000-Meisterschaft (Platz 8)
- 2002: Internationale Formel-3000-Meisterschaft (Platz 11)
- 2003: Spanische Formel-3-Meisterschaft (Meister)
- 2004: Stock Car Brasil (Platz 23)
- 2005: Stock Car Brasil (Platz 16)
- 2006: Stock Car Brasil (Platz 10)
- 2007: Stock Car Brasil (Platz 9)
- 2008: Stock Car Brasil (Meister)
- 2009: Stock Car Brasil (Platz 5); brasilianische GT3-Meisterschaft (Platz 4)
- 2010: Stock Car Brasil; brasilianische GT3-Meisterschaft